# 观音岩水电站
观音岩水电站是中华人民共和国金沙江中游“一库八级”水电开发方案的最末一级水电站，位于四川省攀枝花市与云南省华坪县交界处金沙江干流上。库区介于上游鲁地拉水电站和下游金沙水电站之间，涉及攀枝花市、楚雄州、大理州、丽江市。坝址陆路至攀枝花市中心37km，至华坪县城40km。水电站功能以发电为主，兼有防洪、灌溉及城市供水。工程建设始于2008年，并于2011年1月6日实现大江截流，同年9月20日开始混凝土浇筑，2014年10月23日至25日陆续下闸蓄水，2014年12月20日第一台机组投产发电。2016年5月27日全部机组并网投产，形成由5台600MW混流式水轮发电机组成的总装机容量3,000MW水电站。

## 主体设计
观音岩水电站大坝是由长838m的左岸及河中碾压混凝土重力坝和长320米的右岸粘土心墙堆石坝组成的总长1,158米的混合坝体。其中混凝土坝顶高程1,139m，最大坝高159m；堆石坝顶高程1,141m，最大坝高71m。混凝土坝河中坝段从左至右依次布置有左岸冲沙底孔、河中厂房、导流底孔、双泄中孔、导流明渠溢洪道、右岸溢洪道。引水发电系统布置在河中坝段内，为坝式进水口，进水口高程1,093m。单管单机，管径10.5m。厂房布置于坝后主河道区。

## 径流量
| 月份         | 一月 | 二月 | 三月 | 四月 | 五月 | 六月 | 七月 | 八月 | 九月 | 十月 | 十一月 | 十二月 | 年总计 |
| ------------ | ---- | ---- | ---- | ---- | ---- | ---- | ---- | ---- | ---- | ---- | ------ | ------ | ------ |
| 流量（m3/s） | 655  | 575  | 561  | 695  | 1060 | 1920 | 3750 | 4470 | 4050 | 2430 | 1290   | 846    | 1850   |
| 比例（%）    | 2.94 | 2.58 | 2.52 | 3.12 | 4.74 | 8.6  | 16.8 | 20.1 | 18.2 | 10.9 | 5.77   | 3.79   | 100    |

## 图集
- 坝下全景图
- 坝顶风光
- 坝上全景图

## 引水工程
观音岩大坝下游的攀枝花市沿金沙江两岸分布，以金沙江为主要水源。观音岩水电站运行使下游攀枝花市各片区生活及生产取水口无法正常工作，本已因取水口和排污口交错分布而不佳的金沙江水质更加恶化。攀枝花市因而谋划观音岩引水工程，以观音岩水库替代现行水源，规划总饮水规模9.4立方米每秒，供水人口129.04万，灌溉面积6万亩。工程起于观音岩大坝右岸，终于攀枝花下游金江水厂，线路总长60公里，管道总长115.64公里，受水城区包括陶家渡、格里坪－清香坪－新庄、弄弄坪、攀密、炳草岗－大渡口－五十四、金江、花城新区等七大片区。输水线路沿金沙江两岸布设，干线和支线共5次跨越金沙江。工程于2020年1月20日全线贯通。